# Naum Idelson
Naum Ilyich Idelson (en ruso: Наум Ильич Идельсон) (San Petersburgo, 1 (13) de marzo de 1885 -  ibídem, 14 de julio de 1951) fue un astrónomo teórico ruso de origen judío, que desarrolló su carrera durante la etapa soviética. También fue experto en historia de la física y de las matemáticas.

## Eponimia
- El cráter lunar Idel'son lleva este nombre en su memoria.

## Lecturas relacionadas
- Kuliovsky, P.G. (1970–80). "Idelson, Naum Ilich". Dictionary of Scientific Biography. 7. New York: Charles Scribner's Sons. pp. 6–7.

- Datos: Q6981236
- Multimedia: Idel'son, Naum Il'itsch / Q6981236